# راک هیل (میزوری)
راک هیل (به انگلیسی: Rock Hill) یک شهر در ایالات متحده آمریکا است که در شهرستان سنت لوئیس، میزوری واقع شده‌است. راک هیل ۲٫۸۲ کیلومتر مربع مساحت و ۴٬۶۳۵ نفر جمعیت دارد و ۱۶۱ متر بالاتر از سطح دریا واقع شده‌است.